# Maghreb Association sportive
Maillots
Actualités
Le Maghreb Association Sportive (en arabe : الجمعية المغربية الرياضية , plus couramment abrégé en MAS, est un club sportif marocain omnisports fondé le 16 octobre 1946 à l'ancienne médina de Fès en Empire chérifien pendant le protectorat français.
Champion du Maroc en quatre reprises et détenteur de la coupe du trône quatre fois aussi, vainqueur du doublée de la CAF (Coupe de la confédération et Supercoupe) lors de la saison 2011/2012, le MAS possède avec ses 8 titres nationaux et 2 sacres continentaux le 5e meilleur palmarès footballistique au Maroc.

## Histoire du club

### Fondation et Début (1946-1955)
En Empire chérifien et pour la plupart des clubs marocains, le football rimait avec résistance, dont le Wydad AC fut le 1er club fondé par des Marocains. À Fès, plusieurs équipes de quartier s’étaient constituées pour militer ensemble contre le protectorat dont notamment Najah, en jouant officiellement au football. La multiplicité de ces clubs de quartier commençait à agacer les Français, et c’est ainsi que la décision de les regrouper en un seul club phare de la ville avait été prise par plusieurs nationalistes.
Le Maghreb Association Sportive était enfin né en 1946 par l'élite autochtone pour donner la réplique à l'US Fès, club des franco-fassis. Son premier match officiel fut joué en 1948. Le choix du nom «Maghreb» , ainsi que les premières couleurs du club qui étaient le Vert & Rouge, était dicté par la dimension nationale que les fondateurs (dont parmi eux le nationaliste Haj Driss Benzakour) voulaient donner à ce club. Le premier joueur à avoir signé sa licence au MAS n’est autre que Driss Jamaii (ou récemment Driss Hajhouj), décédé en 2013 à l'âge de 86 ans.

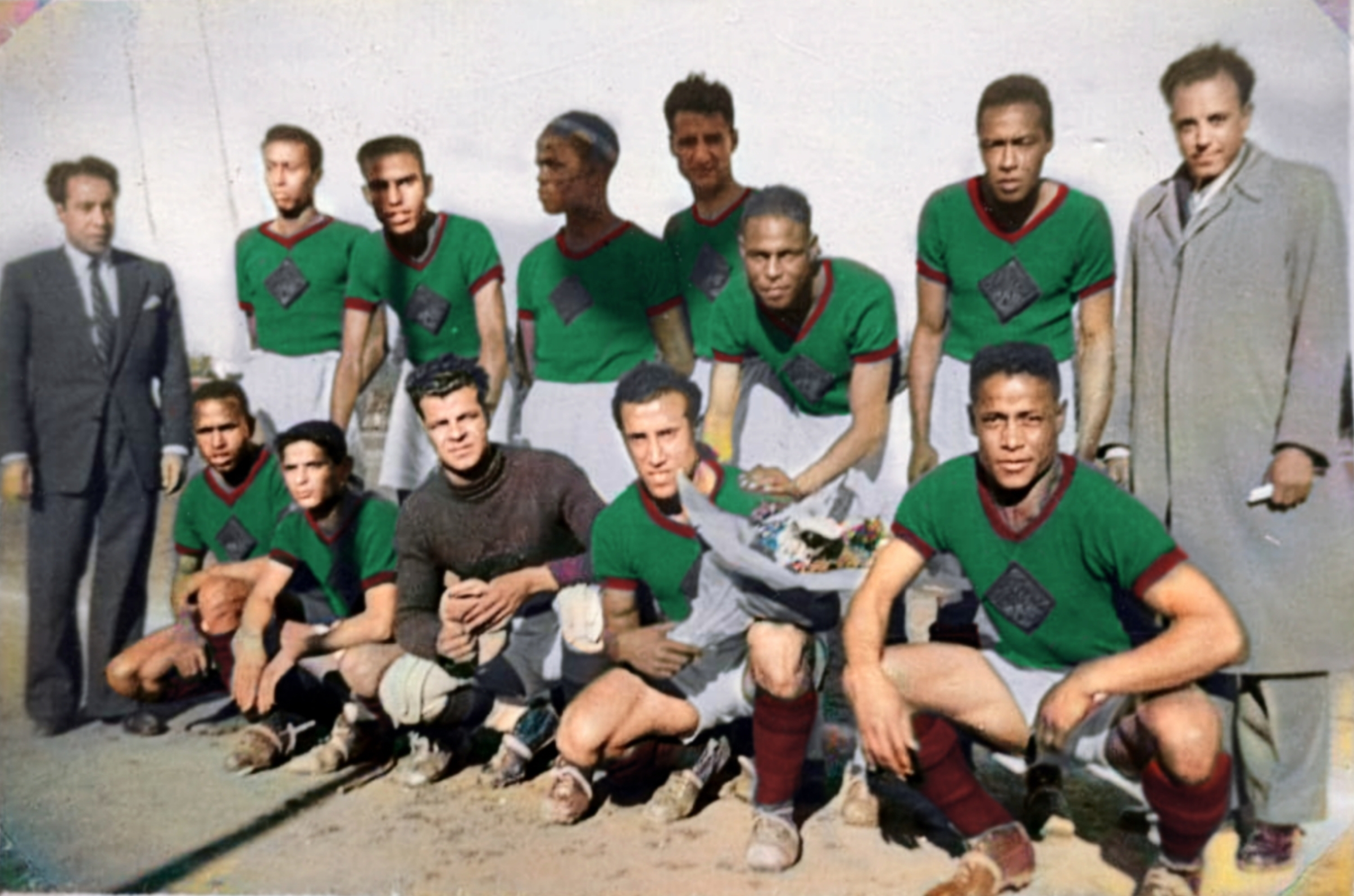
Équipe du MAS en 1948, sous la direction d'entraîneur Mokhtar Chentouf : Mokhtar Chentouf - Nini - Elhadi Benallal - Benali "Couscous" - Alaoui - Bouchaib - Alami - My Omar Alaoui Houmane "Bassla" - Driss Kharbouch - Boubker Manjra - Driss Jamai - Abdellatif Amrani

Le parcours et l'histoire de l'équipe ont commencé donc avec la signature d'un entraîneur venant de l'Algérie française, qui n'est que Mokhtar Chentouf et sous sa direction, où, grâce au style distinctif qu'il a adopté : le WM, a commencé à établir un concept d'identité spécifique à l'équipe, qui ferait elle gravit progressivement les échelons malgré toutes les difficultés et obstacles auxquels elle est confrontée.
En parallèle des matchs, les responsables du MAS profitent de ces déplacements pour prendre contact et correspondre avec les nationalistes des autres villes, en faveur c'eux du WAC.
C'est en 1953 que le MAS réalise sa meilleure performance de l'époque, en remportant le championnat du Maroc (Pré-Honneur), et atteignant une place parmi les 12 équipes de l'élite, mais malheureusement l'équipe n'arrivera pas a garder sa place et ne passera qu'une saison avant de revenir en deuxième série.

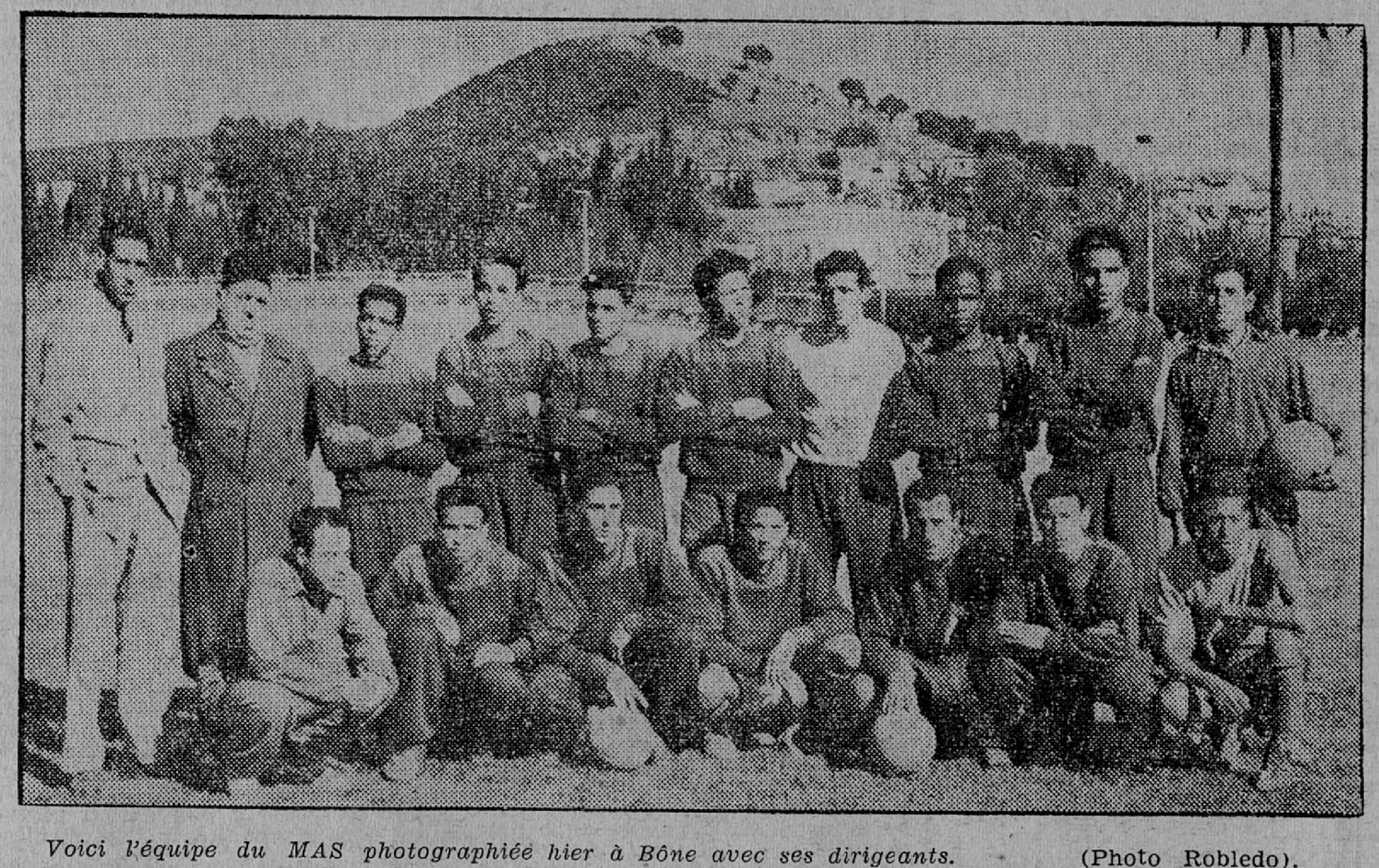
Équipe du MAS de Fès à Bône en Algérie française en 1953

Le MAS est la première équipe nord-africaine à atteindre les Trente-deuxièmes de finale de la Coupe de France lors de l'édition 1954/1955, contre le club Red Star à Paris. Il devait jouer à Saint-Ouen dans la banlieue nord parisienne contre le Red Star. C’est ainsi qu’en janvier 1955, les Ouadghiri, Benomar, Jamaii, Debagh, Benzakour, Lahbabi, Benchekroun ont pris l’avion pour aller défendre l'Afrique du Nord. Ce match était ainsi une mission et une opération dans un objectif de dimension nationale. Dans ce déplacement historique, des tracts ont été cachés dans les ficelles et dés l'arrivée à Paris, les joueurs et les poulains de Omar Boucetta (Président) prennent un bus et arpentent les rues de la capitale où ils distribuent leurs imprimés revendiquant l'indépendance du Maroc et le retour sur le trône du sultan Mohammed ben Youssef, envoyé en exil un an et demi auparavant.
Un terrain gelé, et des chaussures pas du tout appropriées, ont eu raison de la bonne volonté des canaris. Le Red Star se qualifia aisément, laminant le MAS par un large score, 9-0. Un résultat important peu à une équipe amateur.
Période glorieuse (1955-1965)

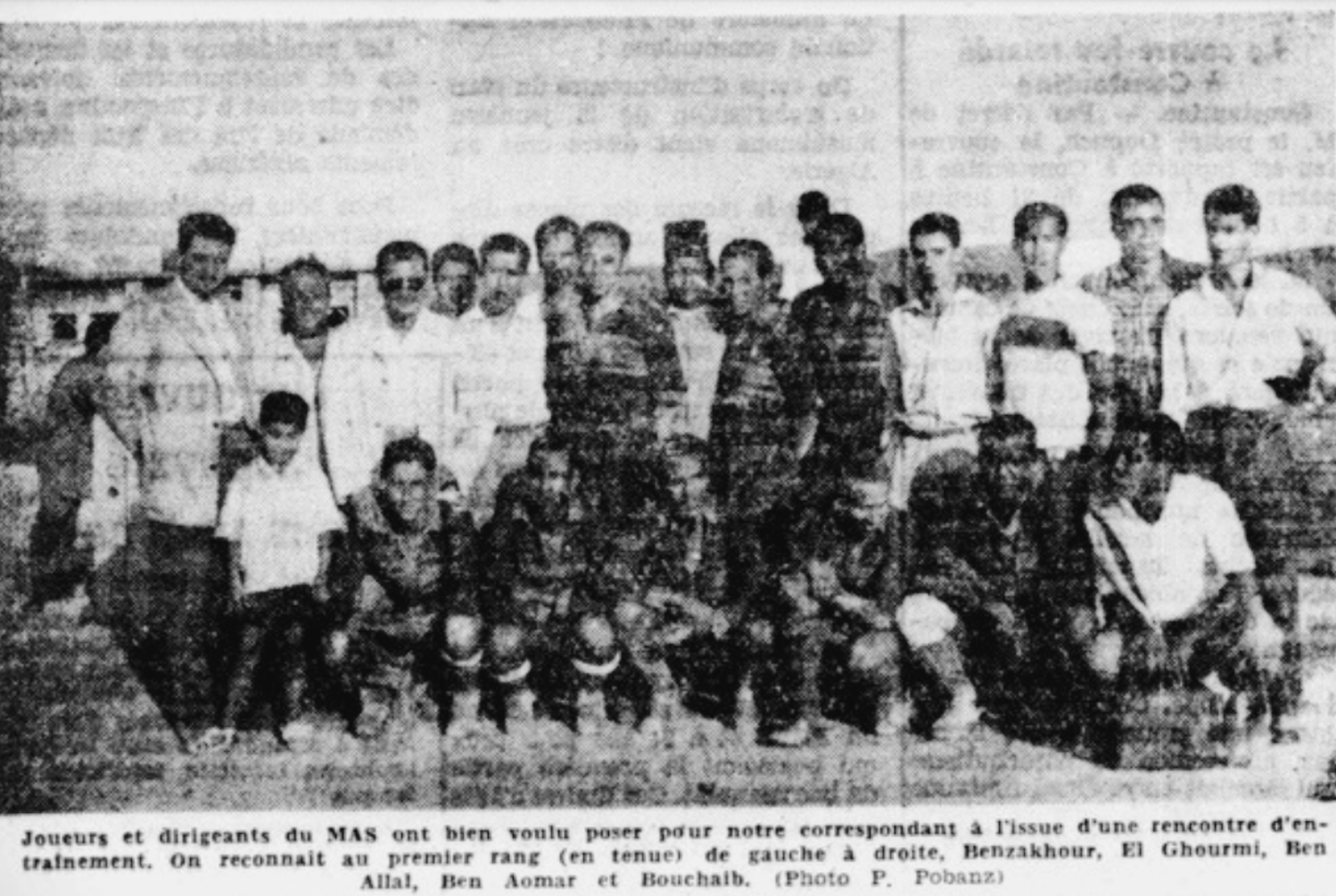
Équipe du MAS de Fès en 1955 avec l'entraîneur Abdelhak Kadmiri

En 1956, le Maghreb de Fès est revenu parmi les 16 équipes d’élite étant vice-champion de la dernière saison jouée complétement (saison 1954/1955) en accompagnant le TAS de Casablanca. C’est l’époque où le club adopte le maillot bleu. Jusque-là, l’équipe avait joué en vert et rouge, puis en jaune et noir plus tard. Pendant cette saison (1956/1957), l’équipe réalise des bons résultats et termine en 7e position et garde sa place parmi les 16 meilleurs équipes du Maroc. En coupe du Trône, elle se fait éliminer en quarts de finale.
En 1958, le MAS échappe de justesse à la relégation après avoir terminé à la 12e place, sachant que cette année-là, quatre équipes sont reléguées en deuxième division. C’est d’ailleurs la fin de la première génération des joueurs du club. Des noms tels que Bachir Oudghiri, Allal Chergui, Hamid El Harcha et Driss Kharbouch vont bientôt laisser la place à une nouvelle génération.

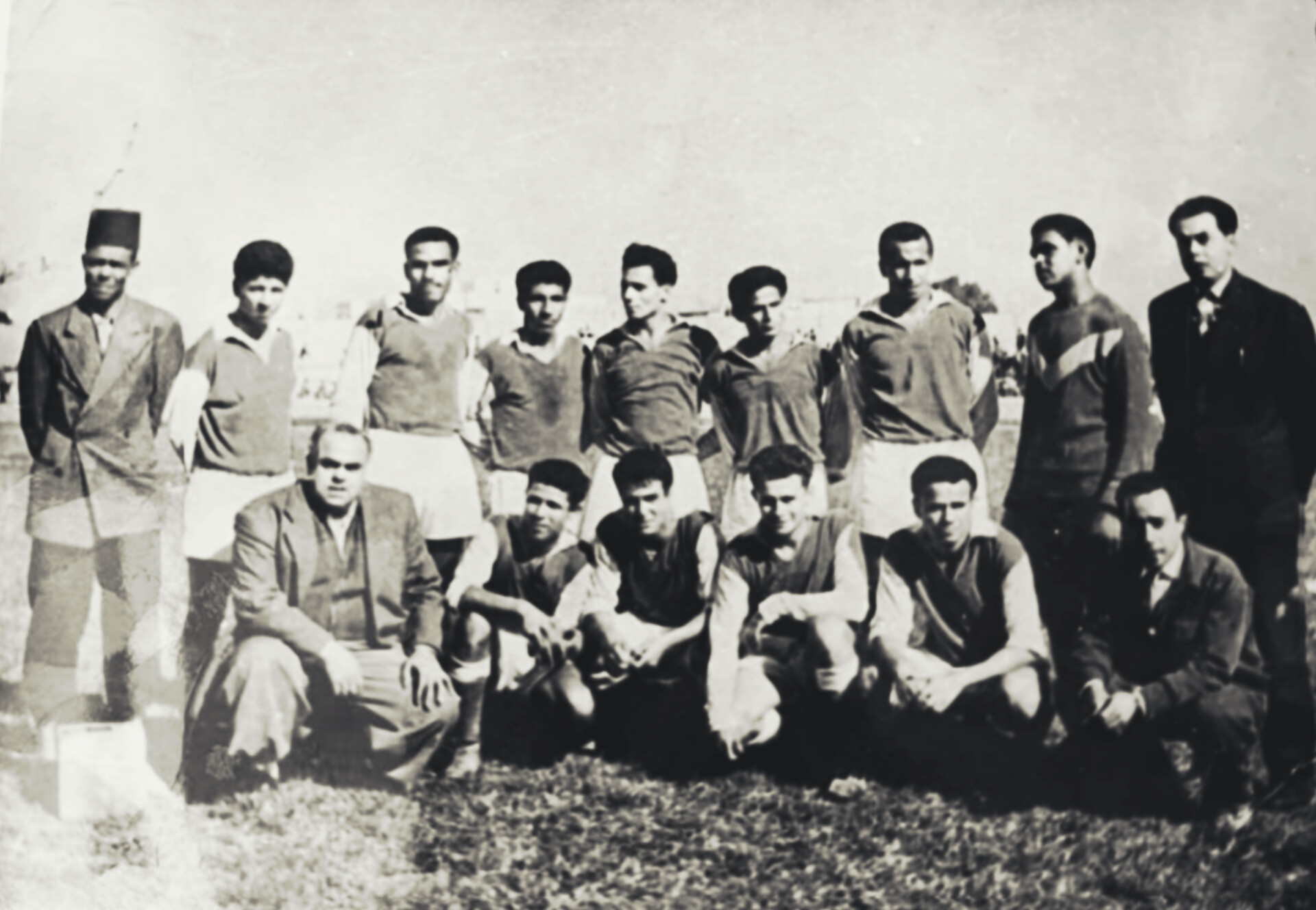
MAS de Fès, saison 1956/1957, joueurs de gauche à droite : Abbes, Benallal, Benseddik, Allal, Kharbouch, Benomar, Labied président My. Ali Khamlichi, Debbagh, Lahbabi, Sarraute, Benchekroun, entraîneur : Mokhtar Chentouf

En 1965, le club remporte son premier titre de la Botola D1.
Les premières saisons du MAS en D1 étaient quelconques : son classement oscillait entre la 7e et la 12e place. Mais déjà, il peut s’enorgueillir d’avoir donné l’un des deux seuls internationaux locaux à l’équipe du Maroc pour son match contre l’Espagne. Ahmed Labied gardait de ce fait les buts du Maroc, et était accompagné du seul Larbi du WAC, tandis que tout le reste venait du monde professionnel. La même année, en 1961, le MAS termine 2e du championnat à une longueur des rats militaires.
En 1962, et après son retour de France où il est devenu pharmacien, Mohamed Benzakour devenait président, et appelait aux commandes techniques Abdellah Settati. Depuis, le MAS est devenu une équipe de haut de tableau (4e en 1962, 4e en 1963 et 5e en 1964).
Settati n’ayant pas la chance des titres, avait cédé sa place au milieu de la saison de titre à Abdelhak Kadmiri. Des années après, le Mas va perdre la coupe en 3 occasions 1966, 1971 et 1974 ainsi que 4 titres perdus pour diverses raisons.
Malchance (1965-1978)
Période sans titres malgré de bons résultats.
Apogée et âge d'or (1978-1985)
Le MAS atteint son apogée de 1978 à 1985. Il est vice-champion du Maroc (Botola D1) 1978 puis trois fois champion 1979, 1983 et 1985. Le MAS va aussi remporter sa première coupe du Trône en 1980.
Grève (1985-1994)
Une stabilité toujours acquise en première division.
Catastrophe (1994-2005)
Deux descentes en une décennie, période de la crise. Réalisant la montée en élite en fin lors dela saison 1996/1997.
- saison 1997/98 : 7e
- saison 1998/99 : 6e
- saison 1999/00 : 3e
- saison 2000/01 : 3e (qualifié pour jouer en coupe arabe "Tournoi du Prince Fayçal ben Fahad")
- saison 2001/02 : 4e (qualifié pour jouer en CAF C2)
- saison 2002/03 : 5e (invité pour jouer en UAFA CL)
- saison 2003/04 : 8e
- saison 2004/05 : 15e (relégué en Botola D2)

Renouveau (2005-2013)
De 2005 à 2013, le MAS a dût bien passé des saison un peu stables, tout d'abord en revenant vite en élite lors de la saison 2005/2006.
- saison 2006/07 : 14e
- saison 2007/08 : 11e (qualifié pour jouer en CAF C3 étant finaliste de la CdT)
- saison 2008/09 : 8e
- saison 2009/10 : 8e (qualifié pour jouer en CAF C3 étant finaliste de la CdT)
- saison 2010/11 : 2e (vice-champion du Maroc, détenteur de la CAF C3)

Il s’agit de la Coupe de la confédération de la CAF, premier titre international de l’histoire footballistique du club, arraché le 4 décembre 2011 à Fès, devant le Club Africain de Tunis. Vainqueurs à la finale aller à Radès (1-0), les Tunisiens avaient une avance sur le MAS, qui se devait de remporter la manche retour et c’est ce que les poulains de Rachid Taoussi ont fait. D’abord en renvoyant l’ascenseur aux hommes de Faouzi Benzarti, et en leur damant ensuite le pion aux tirs au but (6-5) avec comme métronome Anas Zniti, auteur des deux arrêts décisifs et du but du sacre[non neutre].
Le 30 octobre 2011, le MAS de Fès arrache sa qualification pour la finale de la Coupe de la confédération 2011 à l’endurance et au bout d’une attente interminable puisqu’il aura fallu la 5e minute du temps additionnel de la deuxième période pour voir le stade plein à craquer se lever en signe de délivrance. Chem-Eddine Chtibi, arrivé au club juste avant le coup d’envoi de la phase de poules de la Coupe de la confédération (édition 2011), marqua le but de la victoire et de la qualification d’une frappe de 25 mètres en pleine lucarne. Ce but marqué à la 95e minute propulse le MAS pour sa première finale d'une compétition internationale où il affronte encore une fois le Club Africain de Tunis en deux matchs. Le match aller au Stade olympique d'El Menzah et le Retour au Complexe sportif de Fès. Le MAS a déjà rencontré le CA lors des huitièmes de finale de CAF C2 (1990). Il s'était imposé 1-0 au match aller à domicile mais avait perdu 4-0 au match retour à l'extérieur.
C’est une équipe du MAS solidaire et menée vers l’avant qui a dompté le Club africain[non neutre]. Dès le coup d’envoi de la rencontre, les Jaune et Noir, emmenés par Chem-Eddine Chtibi et Hamza Bourezzouk, contre-attaquent. Une minute plus tard, Hamza Hajji obligeait le portier tunisien à repousser des poings, une belle balle enroulée (3e).
Le MAS impose sa tactique de jeu et domine le Club africain sur tous les compartiments de jeu. Les multiples assauts des Fassis vont finir par payer dans les arrêts de jeu de la première période. En deux temps, le MAS a fait trembler la défense adverse, d’abord sur un coup de tête de Moussa Tigana repoussé par le portier tunisien et dégagé par le Camerounais du Club africain Alexis Enam (48e); ensuite sur une infiltration d’Ayate qui voit son tir repoussé par Aymen Ben Ayoub mais Moussa Tigana était là pour reprendre la balle et, d’un tir puissant, ouvrir la marque pour le MAS (1-0, 45+3).
Réduit à dix dès la 58e minute, après l’expulsion de son attaquant tchadien Ezzechiel, le Club Africain ne s’est pas laissé démonter et a continué d’attaquer, à l’instar de cette accélération de Mechergui (75e) suivie d’un tir qui n’inquiète guère Anas Zniti. À la dernière minute des arrêts de jeu, les Clubistes ont d’ailleurs failli égaliser sur un corner enroulé au second poteau, qui voit Anas Zniti aller au charbon. Heureusement pour le MAS, Lamrani était là pour enrayer le danger.
Aux tirs au but, Anas Zniti se montre impérial et repousse d’une belle parade le premier tir tunisien. Hajji trouve la barre transversale et remet les compteurs à zéro. À 5 tirs au but pour chacune des deux formations, le joueur tunisien Zaidi rate son tir et Anas Zniti, qui avait tout le destin du MAS, non plus dans ses mains mais dans ses pieds, trompe son homologue du Club Africain et offre la Coupe de la CAF aux Fassis (6-5).
Le Complexe Sportif de Fès, en liesse, peut alors fêter le premier titre continental de maghrib de Fès. Un sacre qui vient récompenser un parcours sans faute du MAS ponctué de 4 victoires et de deux matchs nuls en phases de poules, face notamment à de grandes équipes africaines comme interclubs d’Angola battu en demi-finale (2-1 à l’aller pour les Angolais et 1-0 pour le MAS à Fès), sous la houlette de son entraîneur Rachid Taoussi.

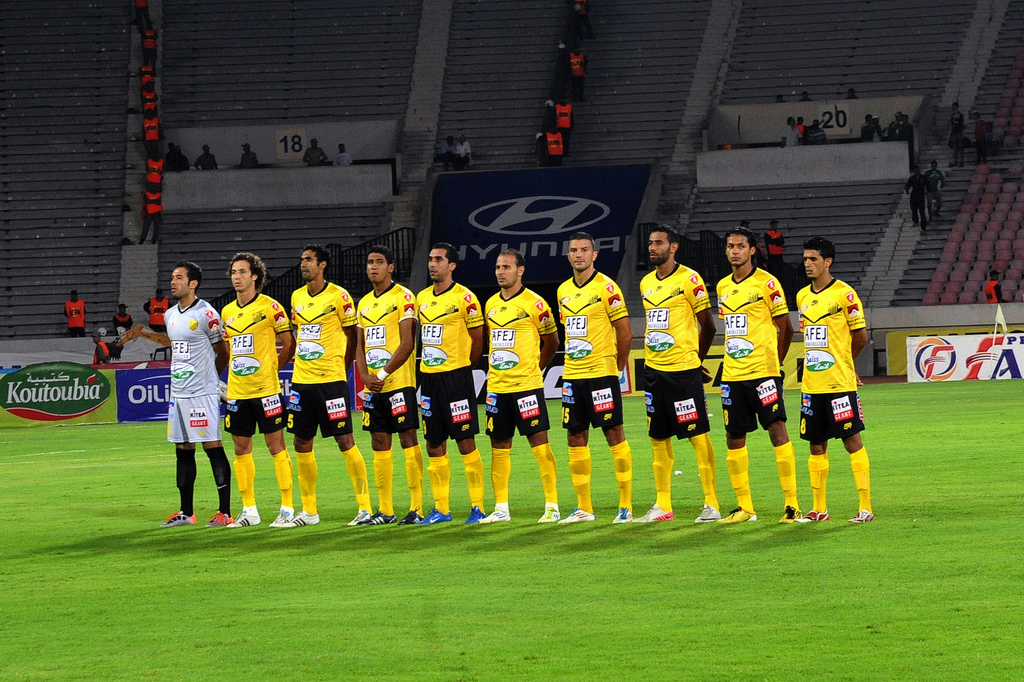
Le MAS en 2011 face au Raja de Casablanca

Au cours d’un match au scénario complètement fou, le Maghreb Fès, déjà vainqueur de la coupe de la CAF, a remporté pour la première fois de son histoire la Supercoupe d’Afrique en s’imposant face à l’Espérance sportive de Tunis, vainqueur de la Ligue des champions de la CAF. Les Canaris ont mis un quart d’heure pour entrer dans le match, l’ES Tunis ayant essayé de surprendre dès les premières minutes la défense « massaoui ». Yannick Niang a failli ouvrir le score pour les locaux (10e min), mais il a trop croisé son tir. Laissant passer l’orage, la bande à Rachid Taoussi (entraîneur du MAS) se réveillait au bout de 15 minutes de jeu.
Sur une action bien orchestrée côté gauche, Hamza Hajji centre en direction de Hamza Abourazouk qui devance le défenseur Benmansour et, de l’extérieur du pied, trompe le gardien tunisien, Benchrifia. Un but à zéro pour le MAS à la grande stupéfaction des supporters tunisiens. De quoi assommer l’Espérance qui sera moins fringante durant le reste de la première mi-temps. Cette ouverture du score a bouleversé les plans de l’entraîneur suisse de l’ES Tunis, Michel Ducastel. Elle a, en revanche, libéré les joueurs du MAS qui ont multiplié les assauts pour marquer un second but, mais la précipitation des attaquants « massaoui » et la vigilance du gardien des Tunisiens, Benchrifia, en ont décidé autrement. Très disciplinés tactiquement et doués techniquement, les Marocains ont pris à la gorge les Tunisiens, incapables de trouver des solutions. En seconde période, le MAS a laissé le ballon à son adversaire et a procédé par des contres.
Même réduite à 10 après l’expulsion de Majdi Traoui, l’ES Tunis donne des sueurs froides au gardien de but du MAS, Ismaël Kouha, qui a remplacé Anas Zniti, sorti à la suite d’une blessure. Et à force de pousser, l’Espérance égalise au bout du temps additionnel par Chemmam (90e+10).
Un effort qui n’a pas suffi, puisque les Marocains se sont finalement imposés aux tirs au but (4 -3). Le MAS de Fès succède ainsi au TP Mazembe au palmarès de la Super coupe d’Afrique, qui revient pour la 1re fois à un club vainqueur de la coupe de la confédération (depuis sa création en 2004). Après avoir pris le meilleur sur le Club Africain en finale de la coupe des confédérations, le MAS rajoute l’ES Tunis à son tableau de chasse. Il devient, par la même occasion, le deuxième club marocain qui s’impose en terre tunisienne après le WAC sur la même équipe de l’ES Tunis en quart de finale de la ligue des champions de l'ULNA en 1955.
Perturbation (2013-)
Nouvelle descente en deuxième division. 
Le MAS dans son histoire a atteint douze fois la finale de la Coupe du Trône (1966; 1971; 1974; 1980; 1988; 1993 ; 2001 ; 2002 ; 2008 ; 2010 ; 2011 et 2016). Cependant, dans cette compétition, le MAS est frappé par une malédiction car il n'a pu la remporter que quatre fois (1980 et 1988, 2011 et 2016) et a perdu les 8 autres finales. Depuis toujours cette malédiction touche le MAS. Il a déjà fallu que le MAS perde ses trois premières finales (1966; 1971 et 1974) avant de pouvoir remporter son premier titre. En ce moment, le MAS est à 5 défaites consécutives en finales de la Coupe du Trône (1993 ; 2001 ; 2002 ; 2008 et 2010).
Toutefois, le MAS semble avoir brisé cette malédiction en remportant la Coupe du Trône de 2011, deux semaines après avoir remporté la Coupe de la confédération CAF. Elle a réussi ensuite à gagner une quatrième coupe en 2016 bien que l'équipe évoluait en deuxième division.

## Identités & symboles

### Couleurs
Les couleurs originales du club étaient "rouge & vert" inspirées des couleurs du drapeau marocain, les fondateurs dont le regretté Driss Benzakour ont voulu donner l'identité marocain et les caractéristiques nationalistes à ce club marocain et musulman.
Après l'indépendance du Maroc, les couleurs ont été changées en « Jaune et Noir » au début des années 60s.

Drapeau marocain avec les couleurs vert et rouge

Maillots historiques

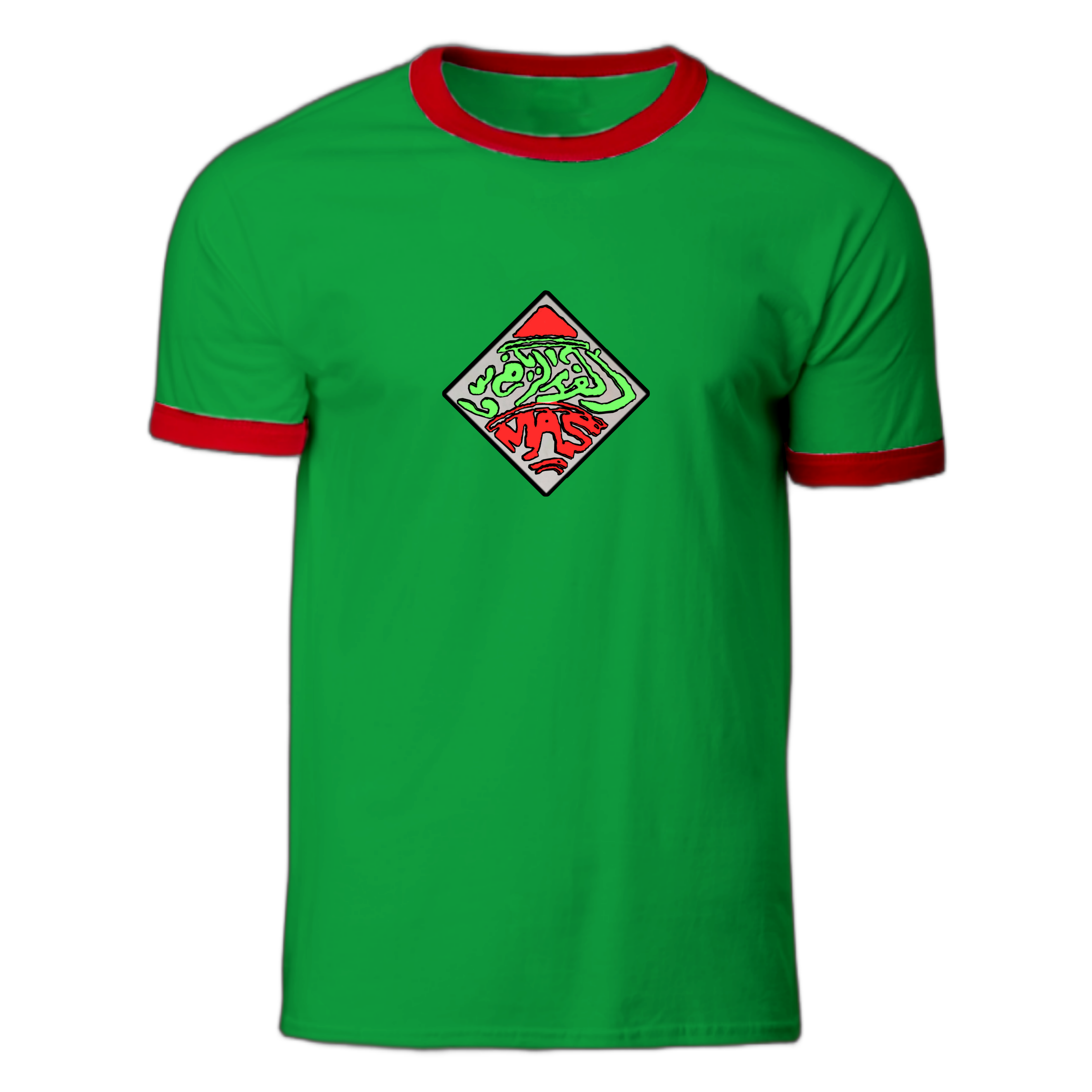
Premier maillot du MAS Fés (Saison 1948/1949)
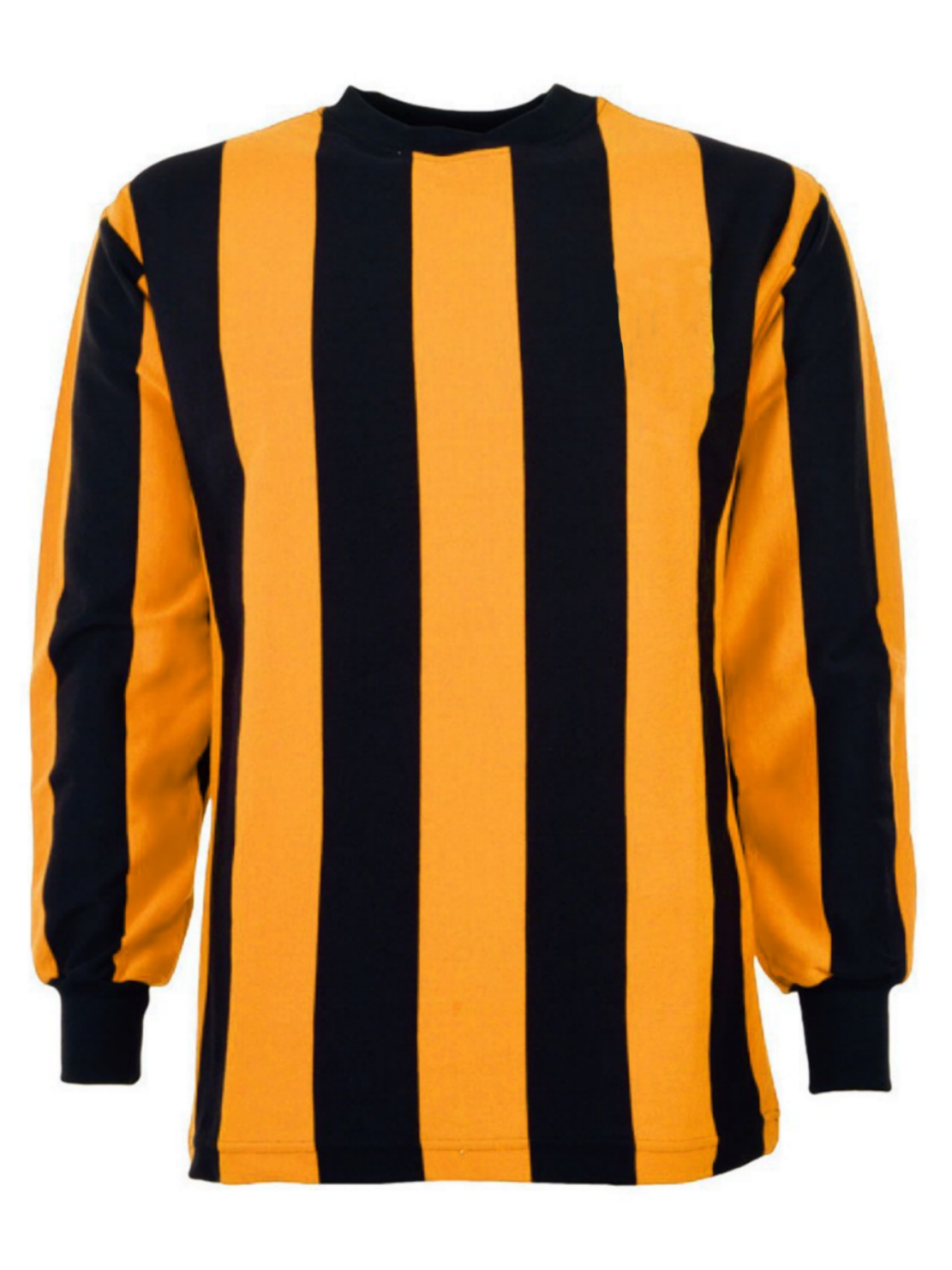
Le Maillot légendaire "jaune & noir" depuis 61/62

### Emblèmes

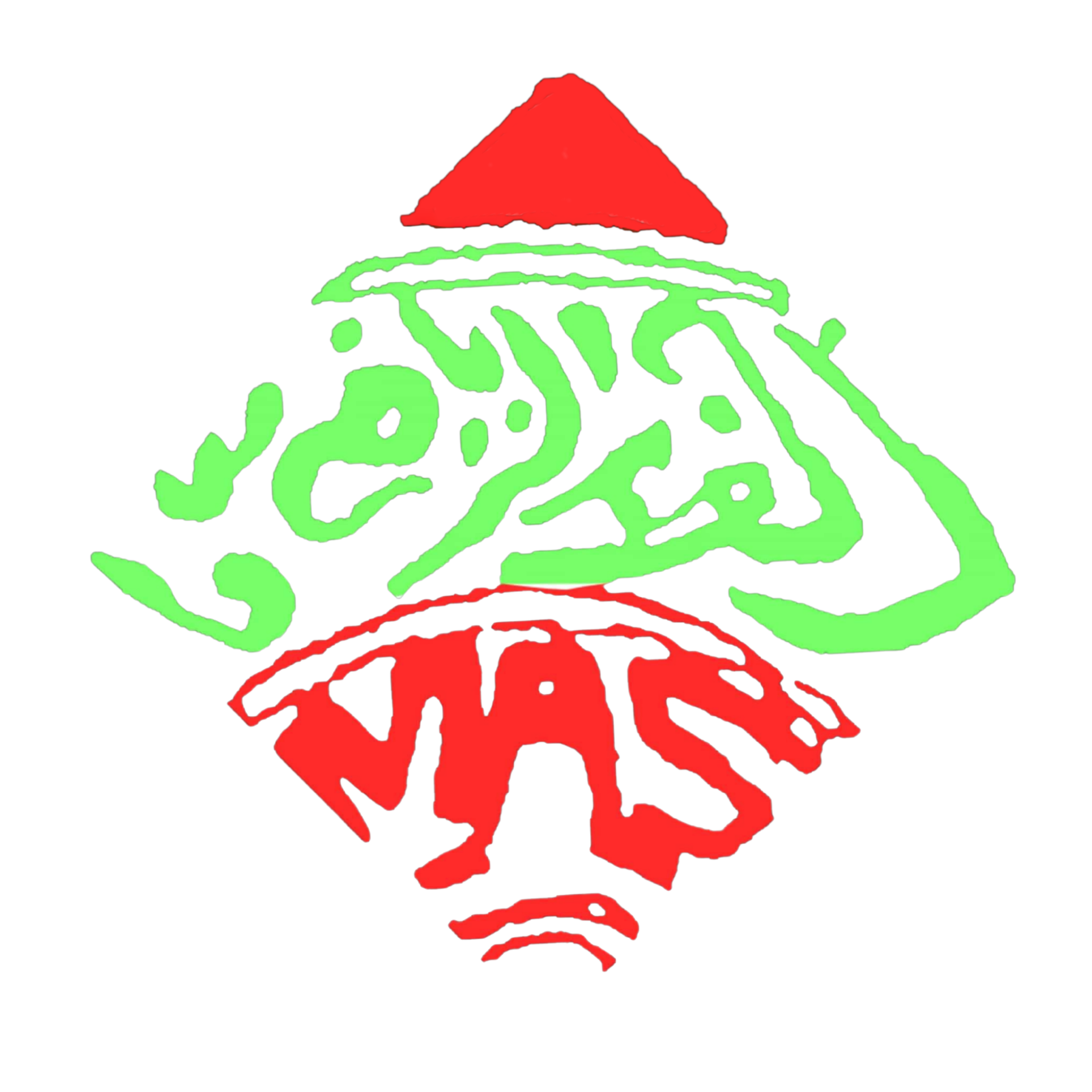
Logo Du MAS lors de la création en 1946
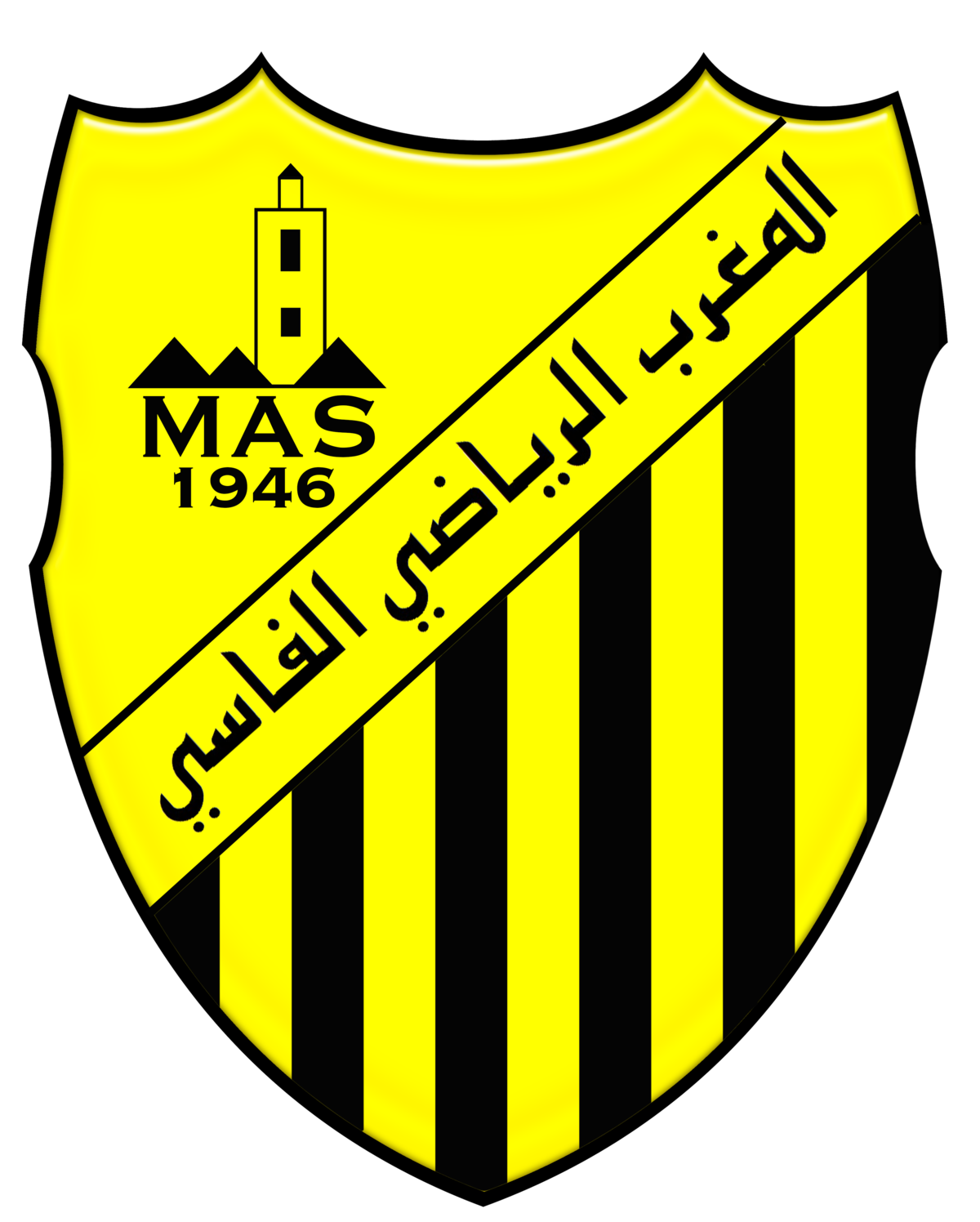
Logo actuel depuis 1967 (Pas le deuxième)

## Palmarès
Considéré comme le 4e club marocain le plus titré du royaume.
| National | International                                                                                        | Amical |
| --- | --- | --- |
| - Botola Pro1 (4) : - Champion : 1965, 1979, 1983 et 1985 - Vice-champion : 1961, 1969, 1973, 1975, 1978, 1989 et 2011 - Coupe du Trône (4) : - Vainqueur : 1980, 1988, 2011 et 2016 - Finaliste : 1966, 1971, 1974, 1993, 2001, 2002, 2008 et 2010 - Supercoupe du Maroc (1) - Vainqueur : 1965 - Botola Pro2 (3) : - Champion : 1952/53, 1996/97 et 2005/06 - Vice-champion : 1954/55 et 2019/20 - Botola Amt1 (1) : - Champion : 1949/50 - Botola Amt2 (1) : - Champion : 1948/49 - Botola Amt3 (1) : - Champion : 1947/48 | - Coupe de la confédération (1) : - Vainqueur : 2011 - Supercoupe de la CAF (1) : - Vainqueur : 2012 | - Tournoi feu Yazid Chergui (1) : - Vainqueur : 2010 - Tournoi feu Abdelwahed Bennani (1) : - Vainqueur : 2010 - Tournoi feu Ahmed Souiri (1) : - Vainqueur : 2010 - Tournoi Ahmed Antifit (1) : - Vainqueur : 2011 - Tournoi feu Hamid Hazzaz (1) : - Vainqueur : 2018 - Tournoi My. Ahmed Laârousi (1) : - Vainqueur : 2018 |

### Historique en Coupe d'Afrique du Nord
- édition 1946/47 : (1er tour préliminaire)
- édition 1947/48 : Les éliminatoires locales
- édition 1948/49 : Les éliminatoires locales
- édition 1949/50 : Les éliminatoires locales
- édition 1950/51 : Les éliminatoires locales
- édition 1951/52 : Les éliminatoires locales
- édition 1952/53 : (16e de finale)
- édition 1953/54 : Les éliminatoires locales
- édition 1954/55 : (1er tour préliminaire)
- édition 1955/56 : (3e tour préliminaire)

### Historique en Botola Pro1
- 1953-1954 : 11e place (relégué en D2) ;
- 1955-1956 : Saison arrêtée ;
- 1956-1957 : 7e place ;
- 1957-1958 : 12e place ;
- 1958-1959 : 11e place ;
- 1959-1960 : 7e place ;
- 1960-1961 : Vice-champion ;
- 1961-1962 : 4e place ;
- 1962-1963 : 3e place ;
- 1963-1964 : 5e place ;
- 1964-1965 : Champion ;
- 1965-1966 : 11e place ;
- 1966-1967 : 10e place ;
- 1967-1968 : 10e place ;
- 1968-1969 : Vice-champion ;
- 1969-1970 : 6e place ;
- 1970-1971 : 9e place ;
- 1971-1972 : 3e place ;
- 1972-1973 : Vice-champion ;
- 1973-1974 : 11e place ;
- 1974-1975 : Vice-champion ;
- 1975-1976 : 7e place ;
- 1976-1977 : 5e place ;
- 1977-1978 : Vice-champion ;
- 1978-1979 : Champion ;
- 1979-1980 : 6e place ;
- 1980-1981 : 10e place ;
- 1981-1982 : 8e place ;
- 1982-1983 : Champion ;
- 1983-1984 : 7e place ;
- 1984-1985 : Champion ;
- 1985-1986 : 6e place ;
- 1986-1987 : 12e place ;
- 1987-1988 : 13e place ;
- 1988-1989 : Vice-champion ;
- 1989-1990 : 13e place ;
- 1990-1991 : 7e place ;
- 1991-1992 : 4e place ;
- 1992-1993 : 12e place ;
- 1993-1994 : 10e place ;
- 1994-1995 : 16e place (relégué en D2) ;
- 1997-1998 : 7e place ;
- 1998-1999 : 6e place ;
- 1999-2000 : 3e place ;
- 2000-2001 : 3e place ;
- 2001-2002 : 4e place ;
- 2002-2003 : 5e place ;
- 2003-2004 : 8e place ;
- 2004-2005 : 15e place (relégué en D2) ;
- 2006-2007 : 14e place ;
- 2007-2008 : 11e place ;
- 2008-2009 : 8e place ;
- 2009-2010 : 8e place ;
- 2010-2011 : Vice-champion ;
- 2011-2012 : 6e place ;
- 2012-2013 : 3e place ;
- 2013-2014 : 13e place ;
- 2014-2015 : 10e place ;
- 2015-2016 : 16e place (relégué en D2) ;
- 2020-2021 : 7e place ;
- 2021-2022 : 4e place ;
- 2022-2023 : 10e place ;
- 2023-2024 : 11e place ;
- 2024-2025 : 8e place ;

### Performances en compétitions africaines
- Ligue des champions de la CAF: 3 participations

1984 – Quarts de finale
1986 – Deuxième tour
2012 – Deuxième tour
- Coupe d'Afrique des vainqueurs de coupe de football: 2 participations

1990 – Huitièmes de finale
2003 – Premier tour
- Coupe de la confédération: 5 participations

2009 – Premier tour
2011 – Champion
2012 – Huitièmes de finale bis
2014 – Deuxième tour
2017 – Huitièmes de finale bis
- Supercoupe de la CAF: 1 Participation

2012 – Champion

## Stades

### Complexe Sportif de Fès
Le Complexe sportif de Fès (stade Driss Benzakour) est un stade de football d'une capacité totale de 45 000 places assises localisé dans la ville de Fès au Maroc. Plus précisément sur la route reliant Fès à Sefrou, il est d'un style architectural typiquement marocain.
Les plans de ce stade réalisés par des architectes et ingénieurs marocains et le lancement des travaux ont été faits en 1992 et ce n'est que deux années plus tard que débuta sa construction. Sa construction a été initialement lancée dans le cadre de la candidature marocaine à l'organisation de la coupe du monde en 2006. La construction devait s'achever normalement en début d'année 1997 pour accueillir avec le Stade d'Honneur de Meknès la Coupe d'Afrique des nations Junior 1997 mais le stade n'a pas été livré à temps, à la suite d'arrêts de travaux inopinés et de problèmes techniques.
Ce n'est qu'en 2003 que les travaux ont été achevés et l'ouverture du complexe que le 25 novembre 2007. Le projet aura finalement duré 15 ans dont 9 années pour sa construction et aura coûté plus de 400 millions de Dirhams.
Le complexe tout entier comprend deux terrains de football, un pour les matches, l’autre pour les entraînements, des jardins et des vestiaires. Il dispose également d’une piste olympique de 8 couloirs. Il renferme une salle médias, un centre de premiers soins, une infirmerie et un local de contrôle antidopage alors que le parking du stade mis à la disposition des visiteurs peut accueillir jusqu'à 7 500 voitures et 350 autocars.
Pour éclairer le stade, 4 tours se dressent sur une hauteur de 36 mètres. Sous chacune, un tunnel rendant facile l’accès pour les urgences et les forces de l’ordre. L’ensemble du stade comprend 24 portes d'accès permettant ainsi une évacuation rapide, estimée entre 5 et 7 minutes.

## Records de l'histoire du club
Cette section ne s'appuie pas, ou pas assez, sur des sources secondaires ou tertiaires indépendantes du sujet. Le texte peut contenir des analyses inexactes ou inédites de sources primaires.
Pour l'améliorer, ajoutez-en, ou placez des modèles {{Source secondaire souhaitée}} ou {{Source secondaire nécessaire}} sur les passages mal sourcés. (mai 2022)

### Records des titres
- Plus grand nombre de titres remportés durant la même saison par un club de Fès : 3  lors de la saison 2011-2012.
  - Le MAS remporte la Coupe du Trône 2011, la Coupe de la confédération 2011 et la Supercoupe de la CAF 2012.
- Plus grand nombre d'échecs en finale de la coupe du trône de football par un club marocain : 8 finales perdues.

### Records du club aux matchs officiels
- Plus large victoire en championnat :  Maghreb de Fès 7-2  Moghreb de Tetouan ;
- Plus large victoire en compétitions internationales à domicile : 24 avril 2011,  Maghreb de Fès 5-1  Al Khartoum SC, match aller du 2e tour de la coupe de la confédération ;
- Plus large victoire en compétitions internationales à l'extérieur : 3 avril 2011,  Sahel SC 1-2  Maghreb de Fès, match retour du 1er tour de la coupe de la confédération ;
- Plus large défaite en compétitions internationales :  Club africain 4-0  Maghreb de Fès, match retour des huitièmes de finale de la Coupe d'Afrique des vainqueurs de coupe de football 1990.

## Personnalités du club

### Présidents
| Pays             | Nom                                                        | Période   |
| ---------------- | ---------------------------------------------------------- | --------- |
| Drapeau du Maroc | Driss Benzakour                                            | 1946-1949 |
| Drapeau du Maroc | Bensalem Lahlou                                            | 1949-1950 |
| Drapeau du Maroc | Mohammed Benjelloun                                        | 1950-1951 |
| Drapeau du Maroc | Bensalem Lahlou                                            | 1951-1954 |
| Drapeau du Maroc | Omar Boucetta                                              | 1954-1956 |
| Drapeau du Maroc | Majid Benjelloun                                           | 1955      |
| Drapeau du Maroc | Moulay Ali Khamlichi                                       | 1956-1957 |
| Drapeau du Maroc | Kacem Taheri Jouti                                         | 1957-1958 |
| Drapeau du Maroc | Ali Zeghari                                                | 1958-1959 |
| Drapeau du Maroc | Abdelaziz Lahlou                                           | 1959-1961 |
| Drapeau du Maroc | Mohammed Benzakour                                         | 1961-1981 |
| Drapeau du Maroc | Mohammed Benzakour - Abdelaziz Tazi - Moulay Ali Khamlichi | 1963-1966 |
| Drapeau du Maroc | Allal Boukhari                                             | 1972      |
| Drapeau du Maroc | Said Belkhayat                                             | 1981-1987 |
| Drapeau du Maroc | Abdellatif Daoudi                                          | 1987-1988 |
| Drapeau du Maroc | Said Belkhayat                                             | 1988-1991 |

| Pays             | Nom                  | Période   |
| ---------------- | -------------------- | --------- |
| Drapeau du Maroc | Mohammed Benzakour   | 1991-1992 |
| Drapeau du Maroc | Bouchta Jamai        | 1992      |
| Drapeau du Maroc | Abdelilah Senhaji    | 1993-1994 |
| Drapeau du Maroc | Hamid Hazzaz         | 1994      |
| Drapeau du Maroc | Ahmed Mernissi       | 1995-2004 |
| Drapeau du Maroc | Saad Akesbi          | 2004-2006 |
| Drapeau du Maroc | Khalid Benouahoud    | 2006-2009 |
| Drapeau du Maroc | Marouane Bennani     | 2009-2014 |
| Drapeau du Maroc | Rachid Elouali Alami | 2014-2015 |
| Drapeau du Maroc | Ahmed Mernissi       | 2016-2018 |
| Drapeau du Maroc | Marouane Bennani     | 2018-2019 |
| Drapeau du Maroc | Ismail Jamai         | 2019-2024 |
| Drapeau du Maroc | Hicham Chakour       | 2024-2025 |
| Drapeau du Maroc | Mohamed Bouzoubaâ    | 2025-     |

Présidents emblématiques

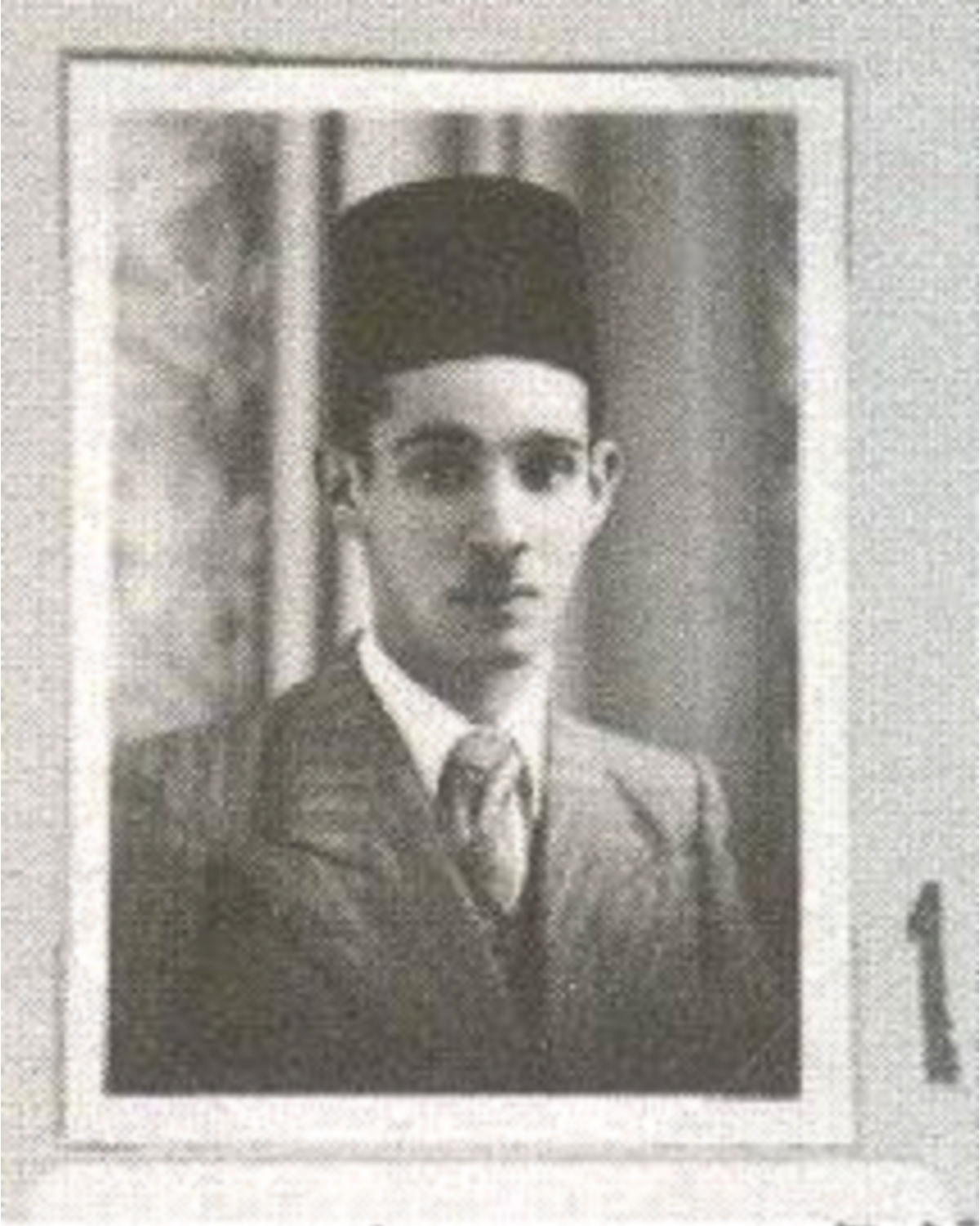
Driss Benzakour -  Fondateur et premier président du club.
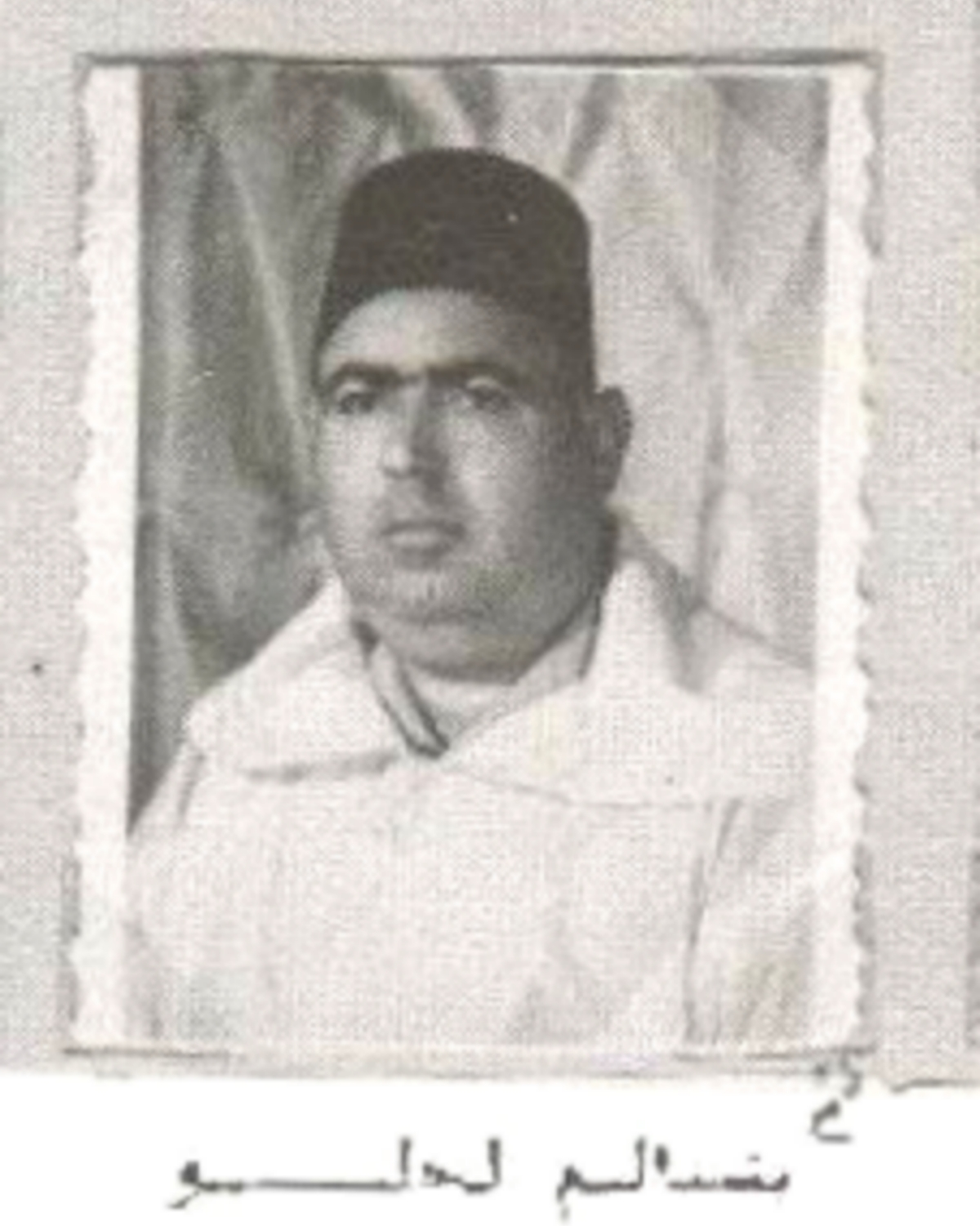
Bensalem Lahlou - Président qui a tout donné au club, créateur des premières ascensions vers les divisions supérieures.
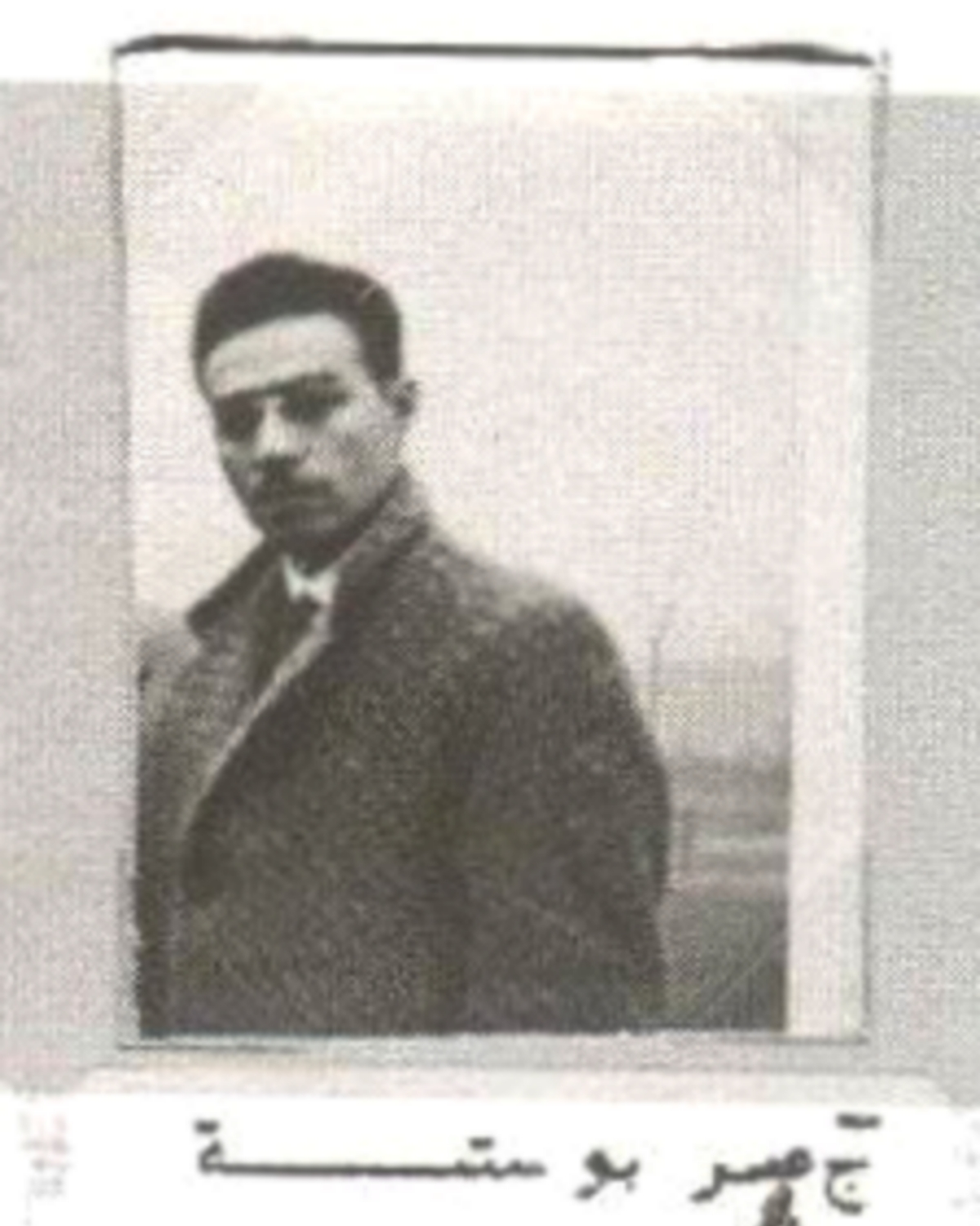
Omar Boucetta - Grand nationaliste, Parmi les fondateurs de la Fédération royale marocaine de football en 1957 et son premier président, il a présidé le mas entre 1954 et 1955, auteur du voyage à Paris
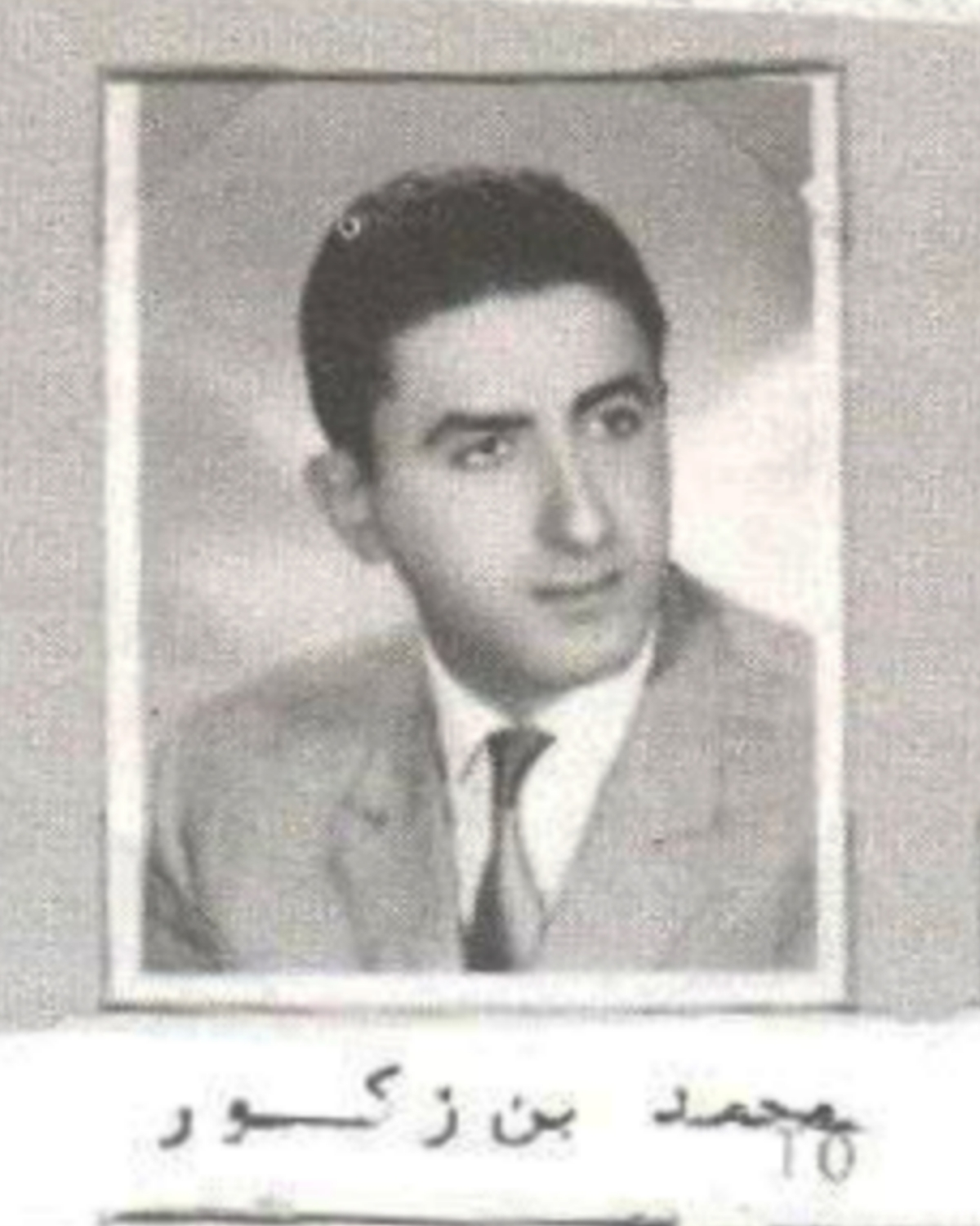
Mohammed Benzakour - Le président historique du club qui a marqué le MAS avec une identité permanente.
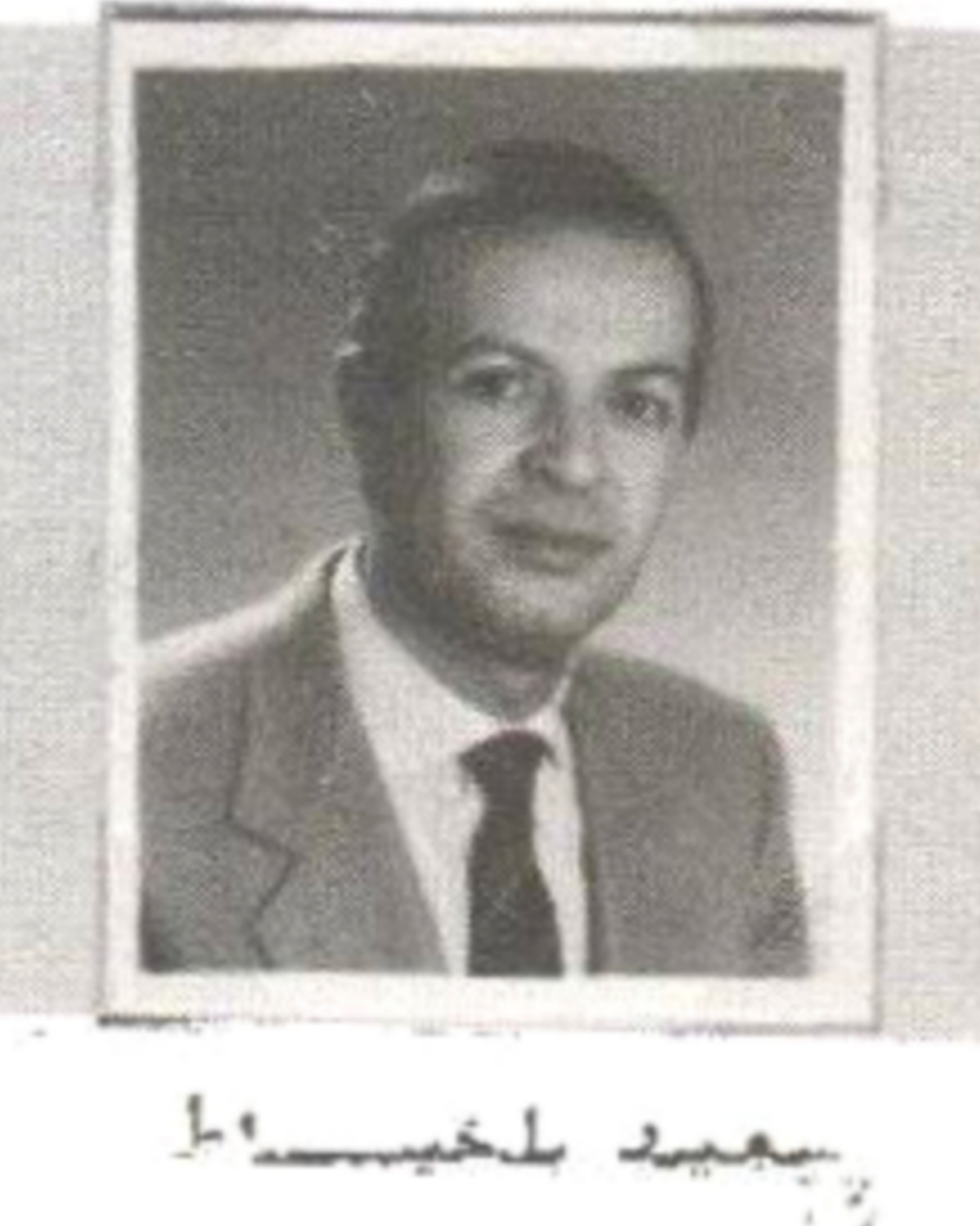
Said Belkhayat - Le jeune et moderne président qui a fait une véritable évolution au sein du MAS dans les années 80.
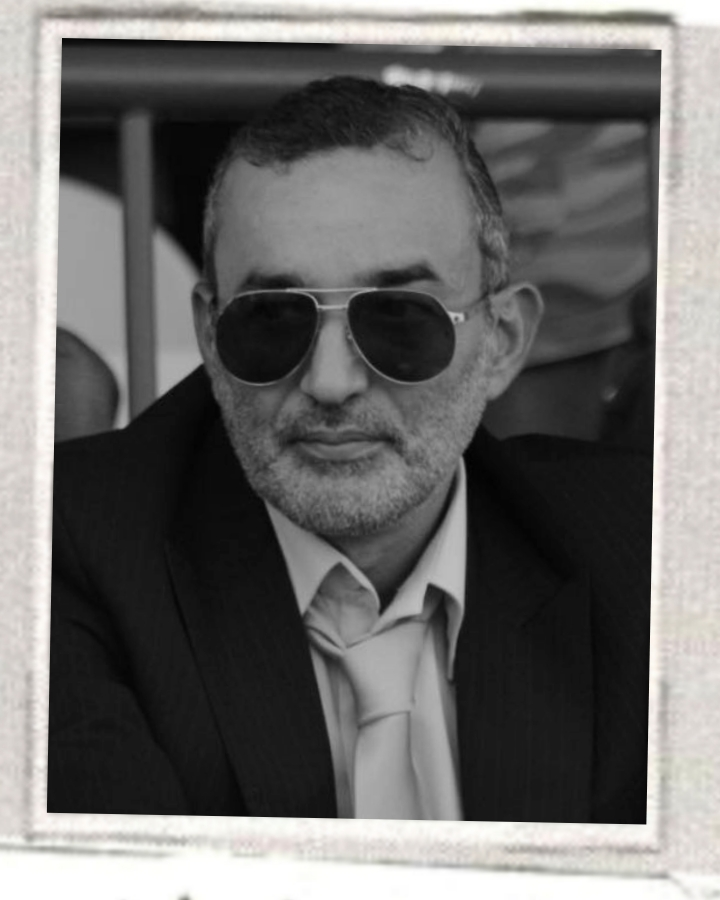
Marouane Bennani - Président Vainqueur des 3 coupes historiques avec le club.

### Légendes & joueurs Emblématiques

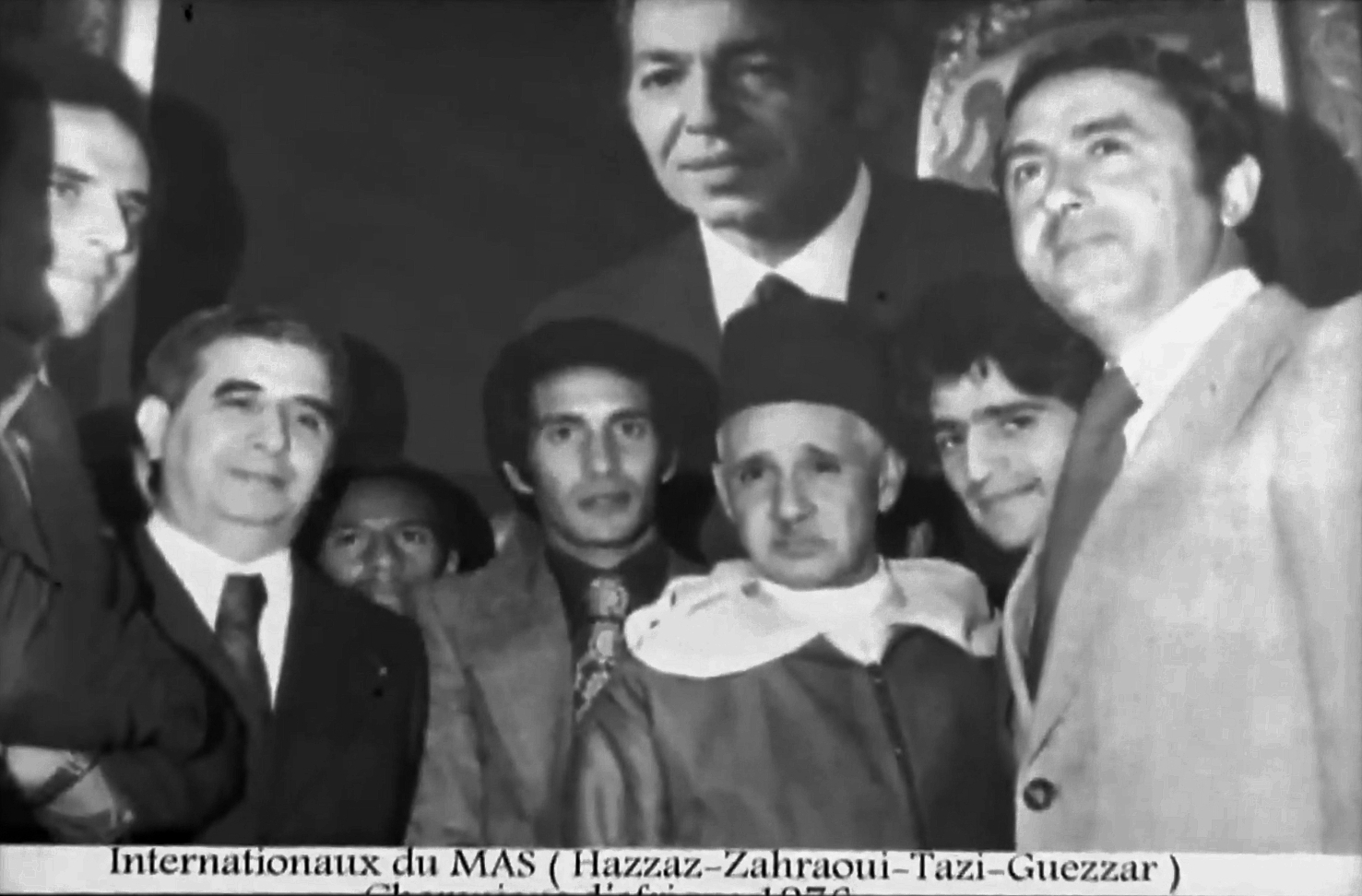
Le "Quartet" international du MAS après avoir remporté la Coupe d'Afrique des nations de football 1976, du gauche: Hamid Hazzaz, Gouverneur de Fès, Abdallah Tazi, Fondateur du MAS et président du conseil municipal de Fès (Driss Benzakour), Abdelâali Zahraoui ,Redouane El Guezzar et le président du MAS (Mohammed Benzakour)

| Pays             | Nom                        | Période   |
| ---------------- | -------------------------- | --------- |
| Drapeau du Maroc | Abdelaziz Debbagh          | 1948-1961 |
| Drapeau du Maroc | Abdelhak Benchekroun       | 1953-1960 |
| Drapeau du Maroc | Ahmed Labied               | 1956-1967 |
| Drapeau du Maroc | Mokhtar Jennane            | 1959-1967 |
| Drapeau du Maroc | Moulay Khanoussi           | 1959-1973 |
| Drapeau du Maroc | Nafai Sadni                | 1962-1970 |
| Drapeau du Maroc | Hamid Hazzaz               | 1964-1984 |
| Drapeau du Maroc | Abdallah Tazi              | 1964-1982 |
| Drapeau du Maroc | Redouane El Guezzar        | 1966-1983 |
| Drapeau du Maroc | Abdelâali Zahraoui         | 1968-1981 |
| Drapeau du Maroc | Ahmed Limane               | 1971-1981 |
| Drapeau du Maroc | Driss Elmouttaqi (Gourami) | 1973-1989 |
| Drapeau du Maroc | Abdelouahab Atik           | 1974-1988 |
| Drapeau du Maroc | Abdesslam Bounou           | 1976-1993 |
| Drapeau du Maroc | Abdelaziz Souleimani       | 1977-1996 |

| Pays                        | Nom                 | Période                |
| --------------------------- | ------------------- | ---------------------- |
| Drapeau du Maroc            | Abdelfettah Rhiati  | 1981-1993              |
| Drapeau du Maroc            | Omar Hassi          | 1996-2007              |
| Drapeau du Maroc            | Khalid Fouhami      | 1996-1999              |
| Drapeau du Sénégal          | Ismail Ba           | 1996-1999              |
| Drapeau du Maroc            | Abdelillah Bagui    | 1997-2002 \|2007-2008  |
| Drapeau de la Roumanie      | Gheorghe Cornea     | 1998-2001              |
| Drapeau du Maroc            | Ismaïl Kouha        | 2001-2005 \| 2011-2012 |
| Drapeau du Maroc            | Rachid Dahmani      | 2004-2013              |
| Drapeau du Maroc            | Hamza Abourazzouk   | 2009-2012              |
| Drapeau du Maroc            | Chems-Eddine Chtibi | 2011-2012\|2014-2015   |
| Drapeau du Maroc            | Saïd Hammouni       | 2002-2005 \| 2010-2015 |
| Drapeau de la Côte d'Ivoire | Franck Guiza        | 2016-2020              |

### Entraîneurs
Historique des Entraîneurs du MAS :
| 1  | Mokhtar Chentouf                    | 1948-1955 | 1956-1958 | 1959-1962 |           |           |
| 2  | Abdelhak Kadmiri                    | 1955-1956 | 1958-1959 | 1965-1966 |           |           |
| 3  | Abdellah Settati                    | 1962-1963 | 1964-1965 | 1968-1970 | 1995      |           |
| 4  | Szego                               | 1963-1964 |           |           |           |           |
| 5  | Joe Viegas                          | 1966      |           |           |           |           |
| 6  | Larbi Ben Barek                     | 1966-1967 |           |           |           |           |
| 7  | Elhadi Benallal                     | 1967-1968 |           |           |           |           |
| 8  | Jean-Pierre Knayer                  | 1970-1977 | 1978-1980 | 1981-1984 | 1988-1989 | 1993-1994 |
| 9  | Abdelaziz Debbagh & Elhadi Benallal | 1977-1978 |           |           |           |           |
| 10 | Driss Dahmani                       | 1980      |           |           |           |           |
| 11 | Gheorghe Mărdărescu                 | 1980-1981 |           |           |           |           |
| 12 | Bouchaib Ghalmi                     | 1984-1986 |           |           |           |           |
| 13 | Milor Popov                         | 1986      | 1991-1992 |           |           |           |

| 14 | Abdelkader Youmir                 | 1986-1988 | 2004-2005 |           |      |
| 15 | Abderrahmane Souleimani           | 1989-1990 | 1995-1996 | 2003-2004 |      |
| 16 | Paul Dolezar                      | 1990-1991 |           |           |      |
| 17 | Ilie Balaci                       | 1992-1993 |           |           |      |
| 18 | Abdellah Blinda                   | 1995      |           |           |      |
| 19 | José Faria                        | 1996      |           |           |      |
| 20 | Ivica Todorov                     | 1996-1997 | 1997-1998 | 2003      | 2006 |
| 21 | Aurel Țicleanu                    | 1998-2000 | 2002      | 2003-2004 |      |
| 22 | Charles Roessli                   | 2000      | 2004-2005 | 2013      |      |
| 23 | Slobodan Milosavljević (football) | 2000-2001 |           |           |      |
| 24 | Badou Zaki                        | 2002      |           |           |      |
| 25 | Aziz El Amri                      | 2002-2003 |           |           |      |
| 26 | Jean Michel Brouet                | 2005      |           |           |      |

| 27 | Jaouad Milani       | 2005-2006 |           |          |
| 28 | Abderrazak Khairi   | 2005-2006 |           |          |
| 29 | Oscar Fulloné       | 2006-2007 |           |          |
| 30 | Pierre Lechantre    | 2007-2008 |           |          |
| 31 | Rachid Taoussi      | 2008      | 2010-2012 | 2015     |
| 32 | Lamine Dieng        | 2008-2009 |           |          |
| 33 | M'hamed Fakhir      | 2009      |           |          |
| 34 | Abdelhadi Sektioui  | 2009-2010 |           |          |
| 35 | Abdelghani Naciri   | 2012      |           |          |
| 36 | Azzedine Aït Djoudi | 2012-2013 |           |          |
| 37 | Tarik Sektioui      | 2013      | 2016-2018 | 2023-... |
| 38 | Abderrahim Taleb    | 2014      |           |          |
| 39 | Franck Dumas        | 2014-2015 |           |          |

| Rang | Nom                  | Période   |
| ---- | -------------------- | --------- |
| 40   | Denis Lavagne        | 2015-2016 |
| 41   | Mohamed Madihi       | 2018      |
| 42   | Hicham El Idrissi    | 2018-2019 |
| 43   | Mustapha Lemrani     | 2019      |
| 44   | Samir Yaich          | 2019      |
| 45   | Mounir Jaouani       | 2019-2020 |
| 46   | Abdelaziz Souleimani | 2020      |
| 47   | Abdellatif Jrindou   | 2020-2021 |
| 48   | Fethi Jebel          | 2021      |
| 49   | Abdelhay Ben Soltane | 2021-2022 |
| 50   | Abderrahim Chkilit   | 2022-2023 |
| 51   | Aziz Ben Askar       | 2023      |
| 52   | Omar Hassi           | 2023      |

## Rivalité
Derby de Fès
Le Derby de Fès oppose également les deux clubs locaux de la capitale spirituelle du Maroc.
Derby du Saïss
Le Derby du Saïss oppose également les deux clubs phares de la région du Saïss.
Classico fraternel
Le Classico d'Empire Chérifien oppose également les deux clubs nationaux du Maroc.

## Supporters

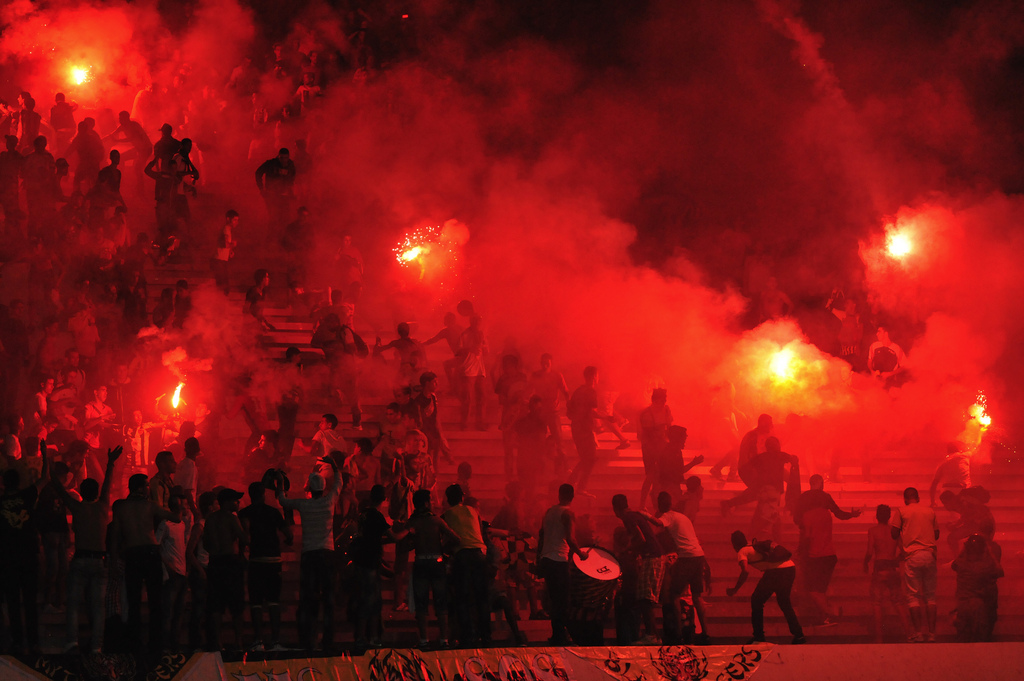
Supporters du MAS

Le MAS de Fès dispose d'une base de supporters dans la ville de Fès. Son public est présent également dans quelques autres villes du royaume notamment Casablanca qui comptent une population d'origine Fassie. Lors de la finale de la Coupe de la confédération que le MAS a remportée, le public du MAS a atteint le nombre de 45 000 spectateurs, ce qui a été le 2e record du Complexe sportif de Fès.